# Vladimir Malakov
Vladimir Malakov (nacido en 1957 en Rostov) es un exciclista soviético, cuyo mayor éxito deportivo lo logró en la Vuelta a España donde conseguiría 1 victoria de etapa en la edición de 1985 convirtiéndose en el primer ciclista de esa nacionalidad en obtener una victoria de etapa en la gran ronda española y en cualquiera de las tres Grandes Vueltas.

## Palmarés
1980
- Tríptico de las Ardenas, más 1 etapa

1985
- 1 etapa en la Vuelta a España